# 华沙站
華沙站（羅馬化：Varshavskaya）是莫斯科地鐵卡霍夫卡線的一個車站。華沙站開通於1969年8月11日。車站的設計者是Nina Alyoshina和Nataliya Samoylova，裝飾是典型1960年代莫斯科地鐵車站的裝飾風格。

## 外部連結
- Station information on the Moscow Metro site